# Бордман, Том
Том Бордман (англ. Tom Boardman; родился 15 октября 1983 года в Фортоне, Великобритания) — британский автогонщик.

## Спортивная карьера
Том начал гонятся в раннем возрасте, учась водить на семейных сельхозугодьях. Постепенно интерес к пилотированию рос и в 1999 году он участвует в первом более-менее серьёзном чемпионате — в юниорской серии T Car. В первый же сезон британец оказывается значительно быстрее всех своих соперников по чемпионату, выиграв семь из восьми гонок сезона и став первым чемпионом серии. На следующий год Бордман перебрался в национальное первенство среди седанов, а в 2001 году, в 17 лет, стал самым молодым гонщиком, вышедшим на старт гонки BTCC. За следующие три сезона он проводит в этом классе более шестидесяти стартов, записав на свой счёт семь побед в своей категории.
Следующей ступенью гоночной карьеры британца становятся различные монокубки на машинах SEAT, в которых он участвует в 2004-08 годах. Опыт гонок BTCC позволяет ему вскоре стать одним из сильнейших пилотов этих соревнований, записав на свой счёт два титула — чемпиона британского первенства 2004 года и чемпиона испанского первенства 2008 года. Также удаётся попробовать себя в ралли, поучаствовав в Ралли Уэльса.
Неплохие выступления в монокубках позволили найти финансирование на участие в туринговом чемпионате мира. В 2008-10 годах он периодически появляется на этапах серии за рулём SEAT команды Sunred Engineering. Периодически попадая в очковую зону зачёта частников он в 2010 году выигрывает в этом классе одну гонку. В этом же году Бордман возвращается в BTCC, выступая за собственную команду. Два года в серии приносят 58 стартов и постоянную борьбу во второй половине очковой группы. 2011 год оказывается наиболее стабильным — Том занимает 11-е место в личном зачёте, в также выигрывает свою первую гонку в абсолютном зачёте.
В 2012 году Бордман и его команда переходят в WTCC. Технику не сразу удаётся наладить должным образом и британец пропускает несколько гонок. К июню команда получает от SEAT последнюю модификацию Leon и проблемы с техникой отходят на второй план.

## Статистика результатов в моторных видах спорта

### Сводная таблица
| 1999 | T Cars                                          | н/д                            | 8  | н/д | н/д | 7 | н/д | 1-й  |
| 2000 | Национальный кубок Великобритании среди седанов | Speedworx                      | 6  | 0   | 0   | 0 | 41  | 13-й |
| 2001 | BTCC (класс Production)                         | Tom Boardman Racing            | 25 | 0   | 1   | 0 | 66  | 11-й |
| 2002 | BTCC (класс Production)                         | Edenbridge Racing              | 18 | 0   | 0   | 0 | 98  | 6-й  |
| 2003 | BTCC (класс Production)                         | Team Varta                     | 19 | 1   | 6   | 7 | 57  | 5-й  |
| 2004 | Британский чемпионат SEAT Cupra                 | Exchange & Mart                | 12 | 0   | 2   | 3 | 135 | 3-й  |
| 2004 | WRC                                             | н/д                            | 1  |     |     |   | 0   | НК   |
| 2005 | Британский чемпионат SEAT Cupra                 | Triple R                       | 18 | 4   | 5   | 7 | 239 | 1-й  |
| 2006 | Испанский суперкубок SEAT León                  | Escuderia Motor Terrassa       | 18 | 0   | 0   | 2 | 95  | 3-й  |
| 2007 | Испанский суперкубок SEAT León                  | н/д                            | 16 | 0   | 1   | 0 | 19  | 20-й |
| 2007 | Британский чемпионат SEAT Cupra                 | Triple R                       | 12 | 3   | 1   | 2 | 132 | 8-й  |
| 2008 | Испанский суперкубок SEAT León                  | н/д                            | 18 | 3   | 7   | 6 | 157 | 1-й  |
| 2008 | Copa de España de Resistencia (класс D3)        | Oasis Motorsport               | 2  | 0   | 0   | 0 | 0   | НК   |
| 2008 | Еврокубок SEAT León                             | Special Tuning                 | 10 | 1   | 2   | 1 | 35  | 6-й  |
| 2008 | WTCC                                            | SUNRED Engineering Development | 2  | 0   | 0   | 0 | 0   | НК   |
| 2009 | WTCC                                            | Sunred Engineering             | 22 | 0   | 0   | 0 | 0   | НК   |
| 2010 | BTCC                                            | Special Tuning UK              | 30 | 0   | 0   | 0 | 48  | 13-й |
| 2010 | WTCC                                            | Sunred Engineering             | 2  | 0   | 0   | 0 | 0   | НК   |
| 2011 | BTCC                                            | Special Tuning Racing          | 28 | 0   | 1   | 1 | 76  | 11-й |
| 2012 | WTCC                                            | Special Tuning Racing          | 11 | 0   | 0   | 0 | 4   | 20-й |
| 2013 | WTCC                                            | Special Tuning Racing          | 15 | 0   | 0   | 0 | 3   | 22-й |